# Блутмай
Блутмай (нем. Blutmai; также Кровавый май 1929 года) — события 1-3 мая 1929 года, последовавшие в результате несанкционированной первомайской демонстрации, которые сопровождались столкновениями сторонников Коммунистической партии Германии (КПГ) с берлинской полицией, контролируемой правящей Социал-демократической партией Германии (СДПГ).
Вопреки запрету на публичные собрания в Берлине, КПГ организовала первомайскую демонстрацию. Полиция Берлина жестко отреагировала на нарушение запрета, применив против демонстрантов огнестрельное оружие. За три дня столкновений были убиты 33 человека, несколько сотен получили ранения. В документах Х пленума ИККИ, состоявшегося в июле 1929 года, возник термин «социал-фашизм», выражавший сталинское представление о социал-демократии: «Таков путь германской коалиционной социал-демократии к социал-фашизму». События 1 мая 1929 года в Берлине углубили вражду между КПГ и СДПГ и способствовали дальнейшему расколу рабочего движения и антифашистских сил.

## Предыстория
По результатам выборов 1928 года Социал-демократическая партия Германии получила наибольшее количество мест в рейхстаге – 153 из 491. Но ее коалиционные соглашения с центристскими и даже правыми партиями ограничивали возможности проведения значимых реформ в сфере трудовых отношений и прав рабочих:138. КПГ была одной из крупнейших компартий Европы, и общее число мест в рейхстаге по итогам выборов в 1928 году у немецких коммунистов увеличилось с 45 до 54. КПГ возглавлял Эрнст Тельман, который поддерживал тесную ориентацию на Советский Союз и Коммунистический интернационал. Негативное отношение советского руководства к немецким социал-демократам привело к тому, что КПГ заняла враждебную позицию по отношению к СДПГ как к защитнику капиталистического строя:132. При этом осенью 1925 года ЦК КПГ предложило руководству СДПГ выставить общие списки на выборах в ландтаги. Однако социал-демократы отклонили это предложение. Они уклонились и от предложения коммунистов совместно провести референдум о конфискации имущества бывших князей.
Несмотря на свои идеалы демократии и либерализма, Веймарская республика унаследовала от авторитарного предшественника ярко выраженные милитаристские государственные институты, привыкшие к применению репрессивных мер. Берлинская полиция использовала военные методы обучения и подвергалась критике как за свою реакционную культуру, так и за приобретение армейского оружия и снаряжения. На протяжении 1920-х годов полиция регулярно участвовала в политическом насилии, в том числе против коммунистов. Это привело к готовности берлинской полиции использовать «военное преимущество, чтобы нанести решительное поражение „пролетарскому врагу“»:157.
У КПГ было военизированное крыло — Союз красных фронтовиков, члены которого периодически устраивали стычки с полицией. СКФ действовал небольшими мобильными боевыми отрядами, обученными (в различной степени) уличным боям:3.
Задолго до «черной пятницы», 25 октября 1929 года, спровоцировавшей мировой экономический кризис, в немецкой столице появились признаки бури. В затяжную холодную зиму 1928–29 года нарастали социальные конфликты и обострялись экономические проблемы, бум стих, в стране было почти три миллиона безработных, городская и государственная казна опустела, участились политические столкновения.
13 декабря 1928 года социал-демократический полицей-президент Берлина Карл Фридрих Цёргибель (1878–1961) запретил «все собрания под открытым небом, включая все шествия, из-за непосредственной угрозы для общественной безопасности». Запрет действовал бессрочно и с весны 1929 года распространялся на всю территорию Пруссии. Он был сохранен для Берлина и при подготовке традиционных митингов на Первомай, который в Веймарской республике только один раз, в 1919 году, был государственным праздником.
В экстренном предложении в городском совете фракция КПГ безуспешно требовала отмены запрета на демонстрации. 23 марта 1929 года министр внутренних дел Пруссии Альберт Гжесинский (1879–1947) заявил, что «будет беспощадно выступать против радикальных организаций всеми доступными средствами на благо мирного и миролюбивого населения. При этом я не буду уклоняться от роспуска таких союзов и объединений, которые существуют в форме политических партий». Прежде всего имелась в виду КПГ и возглавляемые ею организации, особенно Союз красных фронтовиков. Поэтому КПГ восприняла заявление Гжесинского как угрозу запрета и расценила его — в соответствии с линией Коминтерна — как выражение реакционной роли СДПГ, как ее готовность использовать «фашистско-диктаторские средства» для угнетения рабочих.
Во многих районах Берлина были созданы комитеты по подготовке к первомайским торжествам. Первый майский комитет был основан 26 марта на турбинном заводе AEG. 12 апреля был сформирован Комитет Большого Берлина, в который вошли 60 членов из более чем 600 предприятий, профсоюзов и других организаций. Планировалась мирная демонстрация — Цёргибель знал об этом и 16 апреля дал Гжесинскому свою оценку ситуации: «Демонстрация должна иметь мирный и безоружный характер».
26 апреля «Майский комитет берлинских рабочих» опубликовал призыв к первомайской демонстрации, несмотря на запрет: «Даже в реакционном Мюнхене, даже в Гамбурге, в Киле, Шлезвиг-Гольштейне – везде снят запрет на демонстрации 1 мая. Только полицей-президент Цёргибель хочет спровоцировать кровопролитие среди безоружных берлинских рабочих». В то же время КПГ потребовала от полиции на Первомай: «Не бейте, не стреляйте», коммунисты не заинтересованы в столкновениях; поэтому они пойдут безоружными, рабочие «выходят не на борьбу с полицией, столкновения с шупо, на кровопролитие».
27 апреля был подтвержден запрет на первомайскую демонстрацию в Берлине. Цёргибель заявил, что всякий, кто идет на демонстрацию, подвергает себя большой опасности: «Потому что я полон решимости утвердить государственную власть в Берлине всеми имеющимися в моем распоряжении средствами». Он также призвал берлинцев не прислушиваться к призывам КПГ, поскольку она действует по указаниям Москвы и хочет, чтобы на улицах Берлина пролилась кровь». Подозрения, направленные против КПГ, появились и в социал-демократической печати: «КПГ нужны трупы» или «200 убитых на Первомай?». В своих заявлениях социал-демократические газеты распространяли мнения, например, о том, что коммунисты и «последователи свастики» своими эксцессами и поножовщиной сами способствовали запрету. И КПГ, и СДПГ заранее обвиняли друг друга в возможном кровопролитии.

## События 1-3 мая
К 1 мая более 13 тысяч полицейских были приведены в Берлине в состояние боевой готовности. В связи с запретом митингов СДПГ и профсоюзы отмечали Первомай в закрытых помещениях. Следуя призыву к первомайской демонстрации, около 9 часов утра участники попытались сформировать шествия, чтобы добраться из окраин до центра города. Демонстранты выдвигали не только социальные требования, но и политические лозунги. Во многих местах им преградили дорогу подразделения полиции. Полиция применила против демонстрантов и прохожих резиновые дубинки, водометы и «предупредительные выстрелы». Но отдельным группам демонстрантов удалось проникнуть в центр города. По окончании профсоюзных собраний в закрытых помещениях их участники часто присоединялись к демонстрантам. Между Александерплац и Потсдамской площадью собрались несколько тысяч человек. По оценкам, в демонстрации приняли участие 200 000.
К полудню ситуация обострилась: демонстранты были спровоцированы действиями полиции, полиция – демонстрантами. В полдень полиция с применением оружия штурмовала митинг в бальных залах Клима, на котором присутствовали 3000 участников. Были обстреляны и группы демонстрантов в других частях города: кровавые столкновения вспыхнули в Митте на Хаккешер-Маркт и на Бюловплац, в Пренцлауэр-Берг на Сенефельдерплац, в Веддинге и в Нойкёльне. На Шёнхаузер-Тор и возле Александерплац были сооружены дорожные заграждения против полицейских машин. Полиция задействовала броневики для патрулирования улиц, часто стреляя без разбора в подъезды домов и в окна.
Вскоре полиция «очистила» от демонстрантов улицы в центре Берлина. В районе Веддинг, где проживало много сторонников КПГ, насилие со стороны полиции постепенно переросло в уличные бои. Рабочие начали возводить баррикады. Берлинская полиция применила огнестрельное оружие. Одной из первых жертв был мужчина, наблюдавший за происходящим из своего окна. Двое других были застрелены в своих квартирах через двери, в том числе 80-летний мужчина. Большая часть боев проходила на Кёслинерштрассе в Веддинге, и к полуночи она и большая часть района оказались под контролем полиции:141-146. На юго-востоке, в районе Нойкёльн, где также было много коммунистов и их сторонников, беспорядки закончились к вечеру, когда полиция применила бронетехнику и открыла огонь на поражение:33-34.
В ответ на насилие со стороны полиции КПГ призвала к всеобщей забастовке 2 мая. По данным компартии, 2, 3 и 4 мая в Берлине бастовали 25 тысяч человек, а ещё 50 тысяч вышли в знак солидарности по всей Германии:34.
Столкновения продолжались до ночи с 3 на 4 мая. Утром 3 мая в Веддинге и Нойкёльне было объявлено чрезвычайное положение: «Лица, бесцельно передвигающиеся по улице, будут арестованы. Запрещается собираться трем и более лицам... Все лица, которые не следуют этим распоряжениям, подвергают свою жизнь опасности». Распоряжения не отменялись до 6 мая.
Эти события вошли в историю как Кровавый май.

## Итоги
Итог майских столкновений: более 30 убитых, более 200 раненых и более 1200 арестованных. Среди погибших были только мирные жители – в основном прохожие, не имевшие никакого отношения к демонстрациям. Полицейские не погибли, никто из них не получил огнестрельных ранений. После майских событий прусское правительство запретило на семь недель газету КПГ Rote Fahne и Союз борцов красного фронта. Правительства других земель последовали этому примеру после конференции министров внутренних дел 10 мая. Однако запрещать КПГ власти не решились.
КПГ, не заинтересованная в расширении вооруженных столкновений ни 1 мая, ни впоследствии, опасаясь запрета и роспуска своих организаций, солидаризировалась с боевиками, но дистанцировалась от пропаганды вооруженного восстания; она выступила против обвинения в «коммунистическом майском восстании». «Ничто не указывает на то, что 1 мая 1929 года КПГ хотела развязать гражданскую войну. Никаких преднамеренных попыток вооружить своих сторонников не было... Активная роль Коминтерна и подконтрольного ему военного аппарата (…) не могла быть доказана и была скорее всего маловероятна».
КПГ возлагала на СДПГ исключительную ответственность за беспорядки, поскольку за запрет демонстраций и полицейские операции несли ответственность социал-демократические политики: начальник полиции Цёргибель, министр внутренних дел Пруссии Гжесинский, премьер-министр Пруссии Отто Браун (1872–1955), рейхсминистр внутренних дел Карл Северинг (1875–1952) и рейхсканцлер Герман Мюллер (1876–1931). Майские события и последовавшие за ними запреты послужили для КПГ доказательством тезиса Коминтерна о том, что социал-демократия идет по пути к социал-фашизму. В начале июня на 12-м съезде партии, демонстративно перенесенном в Берлин-Веддинг, КПГ закрепила свои сектантские, ультралевые позиции. Он принял резолюцию, в которой назвал беспорядки «поворотным моментом в политическом развитии Германии». В резолюции также подчеркивалось «возникновение предпосылок для приближения революционной ситуации, при развитии которой вооруженное восстание должно быть неизбежным»:34 КПГ усилила своё противодействие СДПГ как «рычагу социал-фашистского движения».
И без того более чем напряженные отношения между двумя крупными рабочими партиями обострились до предела, к тому же на осень в Берлине были назначены выборы в городские и районные советы. Карл фон Осецкий (1887–1938) выдвинул предположение, что жертвы были принесены «на алтарь печального спора о престиже между социал-демократией и коммунистической партией».
«Коммунисты получили то, что хотели. 1 мая, во всемирный праздник социалистических рабочих, в многочасовых боях между коммунистами и полицией, множество раненых и ряд убитых обагрили кровью брусчатку Берлина», — писала Vorwärts 2 мая. И далее: «Несмотря на все предупреждения, они организовали сопротивление республиканским властям, самым наглым языком снова и снова агитировали против республики, против полицей-президента и прежде всего против социал-демократии». Цёргибель оправдывал запрет демонстраций в берлинской прессе. Руководители СДПГ и фракции в рейхстаге заявили в обращении, что берлинские жертвы мая пали «по приказу штаб-квартиры коммунистов».
На своей партийной конференции в Магдебурге в конце мая СДПГ коснулась этой проблемы лишь вскользь. Председатель партии Отто Вельс (1873–1939) выступил в защиту действий полиции и обвинил КПГ в путчизме.
Официального расследования того, что произошло 1 мая 1929 года, не проводилось. Предметом общественной критики стало прежде всего поведение полиции и сохранение запрета на демонстрации. Комитет по общественному расследованию майских событий в Берлине пришел к выводу, что полиция несет ответственность за кровавые беспорядки против мирных демонстрантов. Сотни свидетелей были допрошены о ходе событий на публичных собраниях. В мероприятии в Большом Шаушпильхаусе 6 июня приняли участие более 4000 берлинцев. «Запрещение уличных демонстраций в Первомай на самом деле не основывалось ни на пролетарских обычаях, ни на характере конституции. Коммунистическая партия не хотела жертв и не вооружала рабочих для столкновений». К такому же выводу пришел комитет, созданный Немецкой лигой прав человека.
События 1 мая 1929 года в Берлине углубили вражду между КПГ и СДПГ и способствовали дальнейшему расколу рабочего движения и антифашистских сил; это трагическим образом отразилось на защите Веймарской республики от наступления НСДАП. Этот аспект майских событий единодушно подчеркивается во всех работах, посвященных рабочему движению и концу Веймарской республики.